# Jacques Wante
Jacques Wante (Assebroek, 12 september 1826 - 1 januari 1911) was een Belgische brouwer en burgemeester van Assebroek van 1871 tot 1909.

## Levensloop
Jacques Joseph Wante was een van de talrijke kinderen in het gezin van herbergier Jacques Wante (†1838) en Thérèse Adam (†1885). Beroepshalve was hij brouwer. Hij richtte in 1857 een brouwerij en mouterij op langs de Steenbrugse Wandeling (later Baron Ruzettelaan genoemd) en stichtte een gezin met Clémence Schepens (1833-1898).
Na hem leidde zijn zoon, Jacques Wante junior (1826-1911) de brouwerij. Die zijn zoon Jacques Charles Wante (°1866), was in 1898 getrouwd met Antoinette Floor († 1906), dochter van de brouwers Joseph Floor en Hortense-Rosalie de Meulemeester, van de Brouwerij De Roos, Rozendal in Brugge, en verwant met de brouwers De Meulemeester van De Arend. In 1902 kregen ze een zoon die opnieuw de voornaam Jacques kreeg. Charles hertrouwde in 1908 met Marie de Meulemeester (°1864). 
De brouwerij Wante bleef tot in de jaren 1950 actief onder de naam Le Caducée. De blauwe bestelkarren, getrokken door twee kleine paarden, waren een vertrouwd beeld in het Brugse.

## Burgemeester
Wante was gemeenteraadslid en schepen geworden in 1869. Op 20 januari 1871 werd hij burgemeester benoemd. Hij bleef zevenendertig jaar het ambt vervullen, wat van hem de langst zetelende burgemeester van Assebroek maakt. Hij volgde hierin Jacobus Van Belleghem op en werd zelf opgevolgd door Ferdinand De Smet.
De periode van zijn burgemeesterschap was er een van hevige politieke en persoonlijke twisten. De politieke discussies liepen het hoogst op tijdens de schoolstrijd. Ook het bouwen van een nieuwe kerk op Ver-Assebroek gaf aanleiding tot hevige discussies. Daarbovenop kwam dan nog de jarenlange vete tussen de burgemeester en raadslid Louis Van Mullem. Wante won uiteindelijk het pleit toen in 1895 Van Mullem niet meer herkozen werd en zich uit de politiek terugtrok. Bij de verkiezingen van 1890 werd Jules Wagner voor het eerst gekozen. In 1895 werd nog een andere toekomstige burgemeester verkozen, Ferdinand De Smet.
De Wantestraat werd naar hem genoemd en ligt grotendeels op een voormalige eigendom van de familie Wante, waarvan hij een deel aan de gemeente schonk.
Wante was ook consulair rechter bij de Rechtbank van Koophandel in Brugge.